# Brigitte Bailer-Galanda

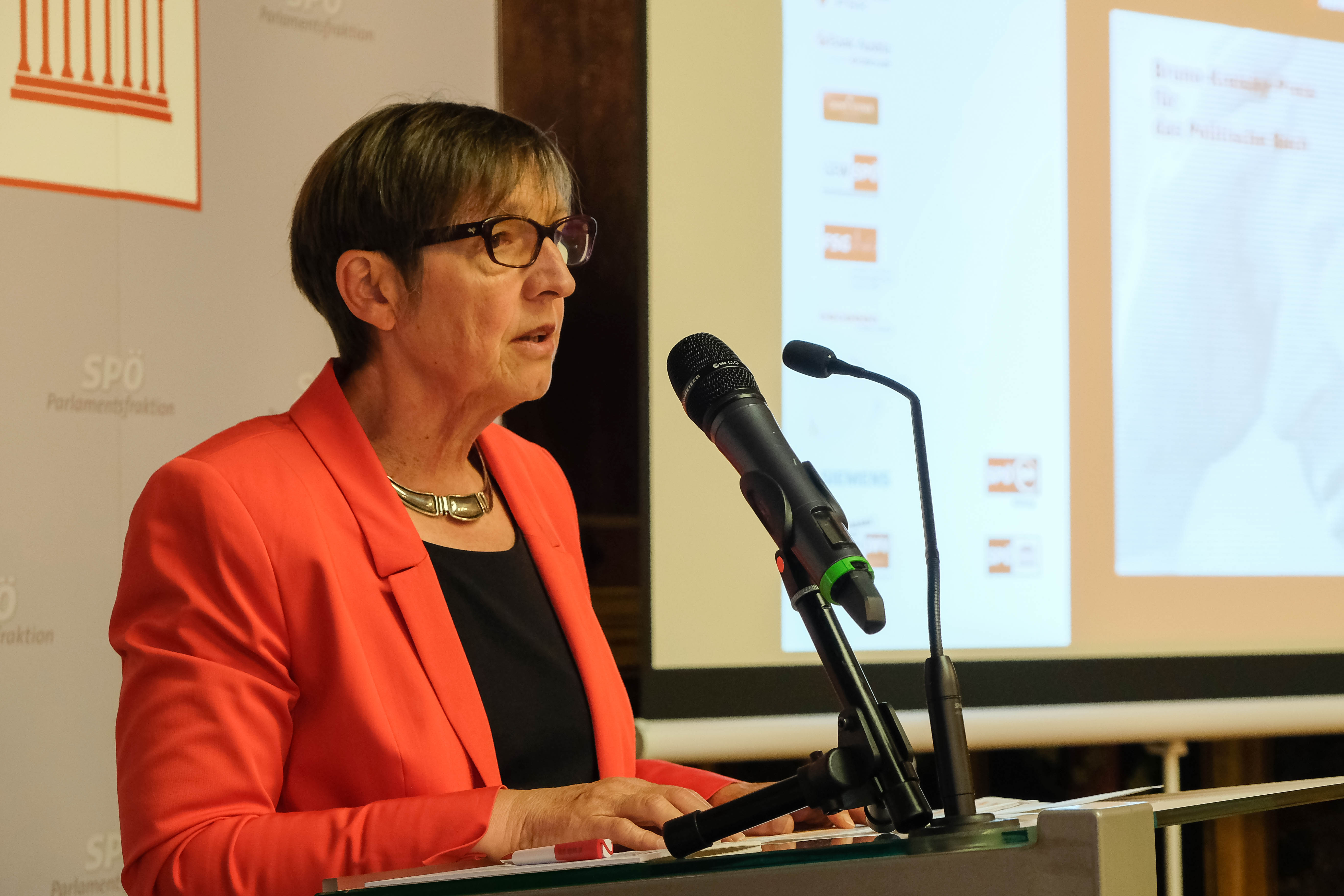
Brigitte Bailer-Galanda bei der Verleihung des Bruno-Kreisky-Preises

Brigitte Bailer-Galanda (geborene Galanda; * 5. März 1952 in Wien) ist eine österreichische Sozialwissenschaftlerin und Historikerin. Sie war wissenschaftliche Leiterin des Dokumentationsarchivs des österreichischen Widerstandes (DÖW) und stellvertretende Vorsitzende der Historikerkommission der Republik Österreich. Bailer-Galanda ist Honorarprofessorin für Zeitgeschichte an der Universität Wien.

## Leben
Bailer-Galanda wurde 1952 als Tochter eines Polizeibediensteten in Wien geboren. Sie legte 1970 die Reifeprüfung am Bundesrealgymnasium Wien 2 ab. Von 1970 bis 1974 absolvierte sie in der Fachrichtung Soziologie ein Studium der Sozial- und Wirtschaftswissenschaften (Mag. rer. soc. oec. 1974) und von 1990 bis 1992 ein Doktoratsstudium bei Erika Weinzierl in Geschichte zum Thema Für Österreich war Wiedergutmachung kein Thema (Dr. phil. 1992) an der Universität Wien. 1994/95 wurde sie Lehrbeauftragte am Institut für Politikwissenschaft. 2003 habilitierte sie mit der Arbeit Die Entstehung der Rückstellungsgesetze an der Universität Wien, wo sie dann Dozentin für Zeitgeschichte wurde. 2010 wurde sie Honorarprofessorin für Zeitgeschichte.
Im Jahre 1979 wurde sie wissenschaftliche Mitarbeiterin am Dokumentationsarchiv des österreichischen Widerstandes (DÖW) und war von Dezember 2004 bis April 2014 als Nachfolgerin von Wolfgang Neugebauer dessen wissenschaftliche Leiterin. 2014 folgte ihr Gerhard Baumgartner. Ihre Forschungsschwerpunkte sind Widerstand gegen den Nationalsozialismus, nationalsozialistische Judenverfolgung, Restitution, Rechtsextremismus in Österreich und Holocaustleugnung.
Von 1998 bis 2003 war sie Mitglied und stellvertretende Vorsitzende der Historikerkommission der Republik Österreich. Sie ist u. a. Vorstandsmitglied des Wiener Wiesenthal Instituts für Holocaust-Studien und des Vereins für Geschichte der Arbeiterbewegung. Außerdem gehört sie der österreichischen Delegation der Task Force für Internationale Kooperation bei Holocaust-Bildung, Gedenken und Forschung an. Sie ist Beiratsmitglied des Wien Museums und der Topographie des Terrors sowie Mitglied der Österreichisch-Russischen Historikerkommission und des Internationalen Forums Mauthausen zur Beratung des Bundesministerins für Inneres.
Sie ist verheiratet und Mutter von drei Kindern.

## Auszeichnungen
- 1992: Käthe-Leichter-Preis für die Frauengeschichte der Arbeiterinnen- und Arbeiterbewegung
- 1996: Willy und Helga Verkauf-Verlon Preis für österreichische antifaschistische Publizistik des Dokumentationsarchivs des österreichischen Widerstandes
- 1999: Bruno-Kreisky-Förderungspreis für das politische Buch des Dr.-Karl-Renner-Instituts
- 2013: Großes Ehrenzeichen für Verdienste um die Republik Österreich (Laudatio: Friedrich Faulhammer)[3]
- 2015: Marietta und Friedrich Torberg-Medaille der Israelitischen Kultusgemeinde Wien

## Schriften (Auswahl)

### Monographien
- mit Eva Blimlinger: Vermögensentzug – Rückstellung – Entschädigung. Österreich 1938/1945–2005 (= Österreich-Zweite Republik. Bd. 7), Studienverlag, Innsbruck-Wien-Bozen 2005, ISBN 3-7065-4172-6.
- Vermögensentzug während der NS-Zeit sowie Rückstellungen und Entschädigungen seit 1945 in Österreich. Band 3: Die Entstehung der Rückstellungs- und Entschädigungsgesetzgebung. Die Republik Österreich und das in der NS-Zeit entzogene Vermögen (= Veröffentlichungen der Österreichischen Historikerkommission). Oldenbourg, Wien u. a. 2003, ISBN 3-7029-0464-6.
- mit Wolfgang Neugebauer: Haider und die „Freiheitlichen“ in Österreich (= Antifa-Edition). 2. Auflage, Elefanten-Press, Berlin 1997, ISBN 3-88520-638-2.
- Haider wörtlich. Führer in die Dritte Republik. Löcker, Wien 1995, ISBN 3-85409-253-9.
- Alte und neue Rechte. Rechtsextremismus und Rechtstrend. Mit einem Vorwort von Albrecht K. Konecny, Zukunft-Verlag, Wien 1993.
- Wiedergutmachung – kein Thema. Österreich und die Opfer des Nationalsozialismus. Löcker, Wien 1993, ISBN 3-85409-210-5.
- Ein teutsches Land. Die „rechte“ Orientierung des Jörg Haider. Eine Dokumentation. Mit einem Beitrag von Peter Turrini, Löcker, Wien 1987, ISBN 3-85409-116-8.

### Herausgeberschaft
- Israel – Geschichte und Gegenwart (= Studien zur politischen Wirklichkeit. Bd. 24). Braumüller, Wien 2009, ISBN 978-3-7003-1695-4.
- mit Lorenz Mikoletzky, Roman Sandgruber: Österreich 1938–1945. Dokumente (Loseblattsammlung). Archiv Verlag, Wien 2006.
- mit Clemens Jabloner, Eva Blimlinger, Georg Graf, Robert Knight, Lorenz Mikoletzky, Bertrand Perz, Roman Sandgruber, Karl Stuhlpfarrer, Alice Teichova: Vermögensentzug während der NS-Zeit sowie Rückstellungen und Entschädigungen seit 1945 in Österreich. Band 1: Schlussbericht der Historikerkommission der Republik Österreich. Zusammenfassungen und Einschätzungen (= Veröffentlichungen der Österreichischen Historikerkommission). Oldenbourg, Wien u. a. 2003, ISBN 3-7029-0474-3.
- mit Wolfgang Benz, Wolfgang Neugebauer: Wahrheit und „Auschwitzlüge“. Zur Bekämpfung „revisionistischer“ Propaganda. Im Auftrag des Dokumentationsarchivs des Österreichischen Widerstandes mit einem Vorwort von Simon Wiesenthal. Deuticke, Wien 1995, ISBN 3-216-30124-9.
- mit Wolfgang Benz, Wolfgang Neugebauer: Die Auschwitzleugner. „Revisionistische“ Geschichtslüge und historische Wahrheit (= Antifa-Edition). Espresso-Verlag, Berlin 1996, ISBN 3-88520-600-5.

### Redaktion
- DÖW. Katalog zur permanenten Ausstellung. Braintrust, Wien 2006, ISBN 3-901116-25-7.
- mit Wolfgang Neugebauer: Handbuch des österreichischen Rechtsextremismus. Hrsg. durch das DÖW, 2. Auflage/Neuausgabe Deuticke, Wien 1993/94, ISBN 3-216-30053-6/ISBN 3-216-30099-4.
- Jüdische Schicksale. Berichte von Verfolgten (= Erzählte Geschichte. Bd. 3). 2. Auflage, Österreichischer Bundesverlag, Wien 1993, ISBN 3-216-06377-1.